# Чемпионат Алагоаса по футболу
Чемпионат Алагоаса по футболу (порт. Campeonato Alagoano de Futebol) — чемпионат бразильского штата Алагоас по футболу. Проводится под эгидой Алагоасской федерации футбола (порт.-браз. Federação Alagoana de Futebol). Согласно рейтингу КБФ, на 2025 год чемпионат Алагоаса занимает 11-е место по силе в Бразилии.

## История и регламент
Первый футбольный чемпионат в штате Алагоас прошёл в 1922 году, его победителем стал клуб «Санта-Круз» (Пенеду). Однако на тот момент ещё не существовало федерации футбола штата, а после её основания в 1927 году эта организация не признала турнир 1922 года. Поэтому официально первый чемпионат штата Алагоас состоялся в 1927 году, и его победителем был КРБ из Масейо. В следующем году первенствовал «Сентро Спортиво Алагоано» (ССА), и с тех пор именно эти два клуба выиграли подавляющее большинство чемпионатов. У ССА 40 титулов, на счету КРБ — 31. Третье место в историческом рейтинге с большим отрывом от двух лидеров занимает АСА из Арапираки с семью чемпионствами.
В 1931 и 1932 годах чемпионат не проводился, а в 1934 и 1943 годах турнир не удалось успешно завершить, и чемпион выявлен не был.
В настоящее время в чемпионате принимает участие восемь клубов. На первой групповой стадии все проводят друг с другом по одной игре (7 туров). Четыре лучшие выходят в полуфинал, где в первой паре играют первая и четвёртая команды группового этапа, а в другой — вторая с третьей. Полуфинал состоит из двух матчей. Победителя выявляют чемпиона в финале, который состоит из двух игр. Ранее между проигравшими в полуфинале командами проводился матч за третье место.

## Чемпионы
- 1927 — КРБ
- 1928 — ССА
- 1929 — ССА
- 1930 — КРБ
- 1931 — Не проводился
- 1932 — Не проводился
- 1933 — ССА
- 1934 — Не завершён
- 1935 — ССА
- 1936 — ССА
- 1937 — КРБ
- 1938 — КРБ
- 1939 — КРБ
- 1940 — КРБ
- 1941 — ССА
- 1942 — ССА
- 1943 — Не завершён
- 1944 — ССА
- 1945 — Санта-Круз (Масейо)
- 1946 — Баррозо (Масейо)
- 1947 — Алешандрия (Масейо)
- 1948 — Санта-Круз (Масейо)
- 1949 — ССА
- 1950 — КРБ
- 1951 — КРБ
- 1952 — ССА
- 1953 — АСА
- 1954 — Ферровиарио (Масейо)
- 1955 — ССА
- 1956 — ССА
- 1957 — ССА
- 1958 — ССА
- 1959 — Капеленсе (Капела)
- 1960 — ССА
- 1961 — КРБ
- 1962 — Капеленсе (Капела)
- 1963 — ССА
- 1964 — КРБ
- 1965 — ССА
- 1966 — ССА
- 1967 — ССА
- 1968 — ССА
- 1969 — КРБ
- 1970 — КРБ
- 1971 — ССА
- 1972 — КРБ
- 1973 — КРБ
- 1974 — ССА
- 1975 — ССА
- 1976 — КРБ
- 1977 — КРБ
- 1978 — КРБ
- 1979 — КРБ
- 1980 — ССА
- 1981 — ССА
- 1982 — ССА
- 1983 — КРБ
- 1984 — ССА
- 1985 — ССА
- 1986 — КРБ
- 1987 — КРБ
- 1988 — ССА
- 1989 — Капеленсе (Капела)
- 1990 — ССА
- 1991 — ССА
- 1992 — КРБ
- 1993 — КРБ
- 1994 — ССА
- 1995 — КРБ
- 1996 — ССА
- 1997 — ССА
- 1998 — ССА
- 1999 — ССА
- 2000 — АСА
- 2001 — АСА
- 2002 — КРБ
- 2003 — АСА
- 2004 — Коринтианс Алагоано (Масейо)
- 2005 — АСА
- 2006 — Корурипи (Корурипи)
- 2007 — Корурипи (Корурипи)
- 2008 — ССА
- 2009 — АСА
- 2010 — Муриси (Муриси)
- 2011 — АСА
- 2012 — КРБ
- 2013 — КРБ
- 2014 — Корурипи (Корурипи)
- 2015 — КРБ
- 2016 — КРБ
- 2017 — КРБ
- 2018 — ССА
- 2019 — ССА
- 2020 — КРБ
- 2021 — ССА
- 2022 — КРБ
- 2023 — КРБ
- 2024 — КРБ

## Достижения клубов
- ССА (Масейо) — 40 (25)
- КРБ (Масейо) — 34 (28)
- АСА (Арапирака) — 7 (11)
- Корурипи (Корурипи) — 3 (4)
- Капеленсе (Капела) — 3 (3)
- Санта-Круз (Масейо) — 2
- Ферровиарио (Масейо) — 1 (5)
- Коринтианс Алагоано (Масейо) — 1 (2)
- Баррозо (Масейо) — 1 (1)
- Алешандрия (Масейо) — 1
- Муриси (Муриси) — 1

Курсивом выделены ныне не существующие клубы.
В скобках указано количество вторых мест в чемпионатах.